# Убийство Илана Халими
Убийство Илана Халими — преступление 2006 года во Франции.
Жертва — Илан Халими (ивр. אילן חלימי‎) — был французским евреем 23 лет из семьи марокканского происхождения. Халими был продавцом мобильных телефонов в Париже. Он жил со своей разведённой матерью Рут и двумя сёстрами Яэль и Анной-Лорой.
Группировка, называвшая себя «Варварами» и состоявшая преимущественно из мусульман-иммигрантов ближневосточного и африканского происхождения, похитила его в январе 2006 года и три недели удерживала его в плену, подвергая жестоким пыткам. Похитители, полагая, что все евреи богаты, неоднократно связывались с семьёй жертвы, требуя крупные суммы денег. В результате истязаний Халими скончался.
Дело привлекло внимание страны и международного сообщества как пример антисемитизма во Франции.

## Похищение
20 января 2006 г. одна из преступников, Сарур Арбабзаде (известная как Ялда или Эмма), 17-летняя гражданка Франции иранского происхождения, зашла в телефонный магазин в Париже, где работал Халими, и завела с ним разговор. После беседы она попросила номер телефона Халими, записала его и вышла из магазина. Девушка позвонила ему на следующий вечер и пригласила в гости, предложив вместе выпить. Так жертву заманили в многоквартирный дом в парижских пригородах, где он попал в засаду и был захвачен преступной группой. До следующего дня никто не видел Халими и ничего не слышал о нём, пока его сестра не получила электронное письмо с его фотографией. На снимке Халими был привязан к стулу с кляпом во рту и приставленным к голове пистолетом (фото было позже опубликовано без согласия семьи жертвы). В тексте похитители угрожали его убить, требуя 450 000 евро и заявляя, что убьют его, если семья обратится в полицию. Однако у родных жертвы, за отсутствием таких денег, не было иного выхода, кроме обращения в полицию.

## Выкуп
Первоначально из-за еврейского происхождения Халими похитители думали, что он богат, хотя он происходил из того же бедного рабочего района на окраине Парижа, что и они. Члены банды признались, что считали всех евреев богатыми, и это побудило их преследовать ряд евреев.
Похитители потребовали выкуп, первоначально в размере 450 000 евро. Утверждалось, что семье Халими заявили, что если они не могут собрать деньги сами, то должны получить их от еврейской общины. В конечном итоге сумма требуемого выкупа уменьшилась до 5 000 евро, но семья продолжала действовать по инструкциям полиции.
Чтобы убедить родителей Халими, что их сын похищен, похитители прислали фотографию молодого человека, которому угрожают оружием, который держал в руках газету, чтобы подтвердить дату и время.

## Убийство
Похитители, называвшие себя «Варварами», пытали его, отправляя телефонные и видеосообщения его семье, пока те были на связи с полицией. За 24 дня с даты похищения лидер банды Юссуф Фофана успел побывать на родине в Кот-д’Ивуаре и вернуться обратно. В какой-то момент его заподозрили в связи с бандой и доставили в полицейский участок, но отпустили из-за отсутствия доказательств. Требуемая похитителями сумма выкупа постепенно уменьшилась, поскольку они стали больше беспокоиться из-за привлечённого ими внимания со стороны полиции и СМИ.
После трех недель безрезультатного поиска похитителей семья и полиция перестали получать от них сообщения. Истёрзанный Илан Халими, без одежды, избитый, с несколькими ножевыми ранениями и ожогами более 80% тела, причинёнными как кислотой, так и огнём, был выброшен рядом с дорогой в Сент-Женевьев-Де-Буа 13 февраля 2006 г. Его нашел прохожий, сразу вызвавший скорую помощь. Халими скончался от полученных травм по дороге в больницу.

## Полицейское расследование
Решение полиции скрыть некоторые детали оказалось контрпродуктивным и, возможно, предотвратило создание фоторобота Сарур Арбабзаде («Эммы»), девушки, которая заманила Халими в ловушку. Расследование показало, что в похищении прямо или косвенно принимали участие более двадцати человек, в том числе подростки. Некоторые из них позже утверждали, что никогда не знали о его судьбе, а Арбабзаде (которой в то время было семнадцать) позже отправила письмо семье жертвы с извинениями.
Женщина по имени Одри Л. сдалась после того, как полиция опубликовала её фоторобот. Она указала на «Варваров», банду мусульман-иммигрантов преимущественно африканского и североафриканского происхождения, которые ранее уже совершали подобные похищения. В последующие дни в связи с расследуемым преступлением французская полиция арестовала 15 человек . Лидер банды Юссуф Фофана (1980 г.р.), родившийся в Париже у родителей из Кот-д'Ивуара, бежал на родину своих родителей вместе с девушкой, использованной в качестве приманки. Они были арестованы 23 февраля в Абиджане и экстрадированы во Францию 4 марта 2006 г.

## Критика действий полиции
Французская полиция подверглась резкой критике, потому что изначально не усмотрела в преступлении антисемитского мотива. Полиция приписывает субкультуре пригородных банд «ядовитый менталитет, объявляющий евреев врагами наряду с прочими «чужаками», такими как американцы, обычные французы и европейцы в целом. «Если бы они могли аналогичным образом заполучить (нееврейского) французского полицейского, они, вероятно, сделали бы то же самое», — заявил отставной начальник полиции. Такой взгляд мог изначально мешать расследованию. Во Франции при убийстве антисемитизм является отягчающим обстоятельством.
Рут Халими, мать Илана, впоследствии (в апреле 2009 г.) выпустила совместно с Эмили Фреш книгу под названием «24 дня: правда о смерти Илана Халими». В книге Рут утверждала, что французская полиция никогда не допускала возможности того, что похитители убьют ее сына после трех недель в плену, отчасти потому, что они не признавали с антисемитского характера преступления (как сообщалось во французской газете Le Figaro). Эмили Фреш заявила, что «отрицая антисемитский характер... [полиция] не выяснила профиль банды». В книге подробно рассказывается, как родителям Илана было приказано хранить молчание всё это мучительное время, не обращаться за помощью, чтобы заплатить выкуп, и не показывать фотографию своего сына людям, которые могли сообщить информацию о его местонахождении.
В интервью журналу Elle 27 марта 2009 г. Рут Халими заявила, что «полиция была совершенно неправа. Они думали, что имеют дело с классическими бандитами, но эти люди были за пределами нормы». Халими заявила, что написала книгу, чтобы «предупредить общественное мнение об опасности антисемитизма, который вернулся в новых формах, чтобы подобная история больше никогда не повторилась».

## Банда «Варваров»
Преступление было совершено группой лиц, принадлежащих к банде, называющей себя «Варвары». Многие из них имели криминальное прошлое и отсидели в тюрьме. Всего в 2009 г. в причастности к преступлению были обвинены и судимы за похищения и убийства 27 человек. Один из них был оправдан, остальные осуждены. Лидер банды Юссуф Фофана был приговорен к пожизненному заключению с минимальным сроком в 22 года до возможности условно-досрочного освобождения. Женщина, заманившая Халими для его похищения, была приговорена к девяти годам лишения свободы. Двое из его главных подельников, Жан-Кристоф Сумбу и Самир Айт Абдель Малек, получили 18 и 15 лет тюремного заключения соответственно, а срок заключения Малека позже в результате апелляции был увеличен до 18 лет. Еще шесть человек, осужденных за участие в преступлении, были приговорены к срокам от 12 до 15 лет лишения свободы, а еще семеро — к срокам от 8 месяцев до 11 лет лишения свободы. Хотя Фофана решил не обжаловать приговор, 14 из 27 приговоров были обжалованы прокуратурой. Приговоры были оставлены в силе после апелляции в декабре 2010 г. В 2017 году парижский суд приговорил Фофана к дополнительным 10 годам лишения свободы за другие совершенные им вымогательства.
В ходе расследования выяснилось, что ключевые члены группировки, вероятно, были замешаны, как минимум, в 15 других случаях похищения людей или рэкета. Выдавая себя за членов Фронта национального освобождения Корсики или членов французского подразделения Народного Фронта Освобождения Палестины, они угрожали нескольким руководителям компаний, включая Жерома Клемана, президента телеканала Arte, Рони Браумана, бывшего президента и соучредителя организации «Врачи без границ», а также генерального директора и другого топ-менеджера крупной компании по продаже бытовой техники. В одном случае они направили жертве угрожающие фотографии неизвестного мужчины в арабской одежде перед портретом Усамы бен Ладена. В другом случае они потребовали от владельца крупного продуктового магазина 100 000 евро. Ещё одной жертвой их давления и вымогательств ещё в 2004 г. был адвокат Йосеф Коэн-Саббан, отметивший, что в качестве мишеней банда, как правило, выбирала евреев.
Всего оказались под следствием и впоследствии предстали перед судом 27 человек. Среди них:
- Юссуф Фофана (род. 2 августа 1980 г.), самопровозглашенный «Мозг варваров». Родился в Париже, в семье иммигрантов из Кот-д'Ивуара, ранее отбывал срок в тюрьме за различные преступления, включая вооруженное ограбление, угон автомобилей и сопротивление аресту. В интервью он отрицал убийство Халими, но не раскаивался в своих действиях.
- Кристоф Мартен-Валле по прозвищу Моко, француз родом с Мартиники, специализирующийся на компьютерах. Похоже, он спланировал похищение и был ближайшим помощником Фофаны. Отвечал за привлечение девушек для роли наживки. Также подозревается в других похищениях.
- Жан-Кристоф Сумбу, также известный как Крэпс, Крим или Марк. Сокамерник Фофаны. Осужден за угон автомобиля с применением насилия. Представил машину для перевозки похищенного Халими. Также подозревается в других похищениях.
- Жан-Кристоф Гаварен, обычно известный как JC или по прозвищу Зиго, один из тех, кто пытал Халими. На момент совершения преступления был несовершеннолетним. Был исключён из школы, привлекался к ответственности за кражу и хранение марихуаны. Признался, что жёг лицо Халими горящей папиросой.
- Самир Аит Абдельмалек по прозвищу Смайлер, который был владельцем квартиры и считается правой рукой Фофаны (он знал Фофана более десяти лет). Был судим за хранение наркотиков и угон автомобиля. Также предоставил кислоту, которой пытали Халими.
- Жереми Пастиссон участвовал в ряде случаев похищения людей, также предоставлял машину для перевозки Халими.
- Тиффен Гуре, бывшая подруга Жана-Кристофа Гаварена и подруга Арбабзаде, представила её главарю для использования в качестве «приманки». Также подозревается в других похищениях.
- Сорур Арбабзаде по прозвищу Ялда (также известная как Эмма), 17-летняя гражданка Франции иранского происхождения, которая действовала как наживка, чтобы заманить Халими в ловушку.
- Сабрина Фонтейн использовалась в качестве приманки в других случаях похищения людей.
- Одри Лорлич по прозвищу Леа или Наташа, студентка, которую использовали в качестве приманки. Она сдалась полиции и отсидела в тюрьме 9 месяцев.

Другие сообщники:
- Жиль Серрурье (1967 г.), по прозвищу «консьерж», был комендантом многоквартирного дома, в который был доставлен Халими. Предоставил банде квартиру и подвал, в которых они держали и пытали жертву.
- Яхья Туре Каба по прозвищу Якс, выступал в роли тюремщика.
- Фабрис Полигон, выступал в роли тюремщика.
- Жером Рибейро, по прозвищу «удар головой». Выступал в роли тюремщика.
- Гуири Уссиво Н'Гази и Фрэнсис Уссиво Н'Гази, друзья Рибейро, выступавшие в роли тюремщиков.
- Набиль Мустафа, известный как Билна, доставщик пиццы, выступал в роли тюремщика.
- Седрик Биро Сент-Ив, известный как Бабас, друг Набиля Мустафы, выступал в роли тюремщика.

Были замешаны и многие другие, но их прямую связь с преступлением доказать не удалось.

## Суд (2009 г.)
Судебный процесс, начавшийся 29 апреля 2009 г., проходил в закрытом режиме, поскольку двое подозреваемых были несовершеннолетними.
Семья Халими хотела, чтобы суд проходил открыто. Фрэнсис Шпинер выступил от имени Рут Халими, сказав: «Публичный суд помог бы [людям] лучше понять машину преступления, заставить родителей и подростков задуматься. Её сына убил закон молчания, было бы невыносимо, чтобы суд проходил в тишине».
Суд длился 10 недель.

### Инциденты во время судебного разбирательства и вокруг него
Фофана появился в суде в белой футболке, улыбаясь, указывая на небо и произнося «Аллаху Акбар». Он утверждал, что ему нечего сказать и он будет молчать до гроба. Когда его спросили о его имени и дате рождения, он ответил: «Меня зовут араб, вооруженный африканский революционер, варвар и салафит, и я родился 13 февраля 2006 года в Сент-Женевьев-де-Буа» (место обнаружения тела Илана Халими).
В ходе судебного заседания было представлено письмо, отправленное Юсуфом Фофана адвокату семьи Халими, Франсису Спинеру, в котором говорится: «Во имя Аллаха, пророка ислама, мусульман, мучеников ислама, которые погибли и которые страдают и умирают от еврейского капитализма... Кровь еврея должна пролиться на биржу...». Он также заявил: «Отныне любой еврей, разгуливающий по Франции, знает, что в любой момент он может лишиться своей головы».
Фофана швырнул туфлей в пустые скамейки и повторил это, когда его уводили, крича: «Все евреи мира там, они мои враги. Это нападение арабов с заминированным ботинком!».
Фофана заявил в суде, что у него есть друзья, которые «фотографируют людей для опознания». Фрэнсис Шпинер, адвокат семьи Халими, полагал, что Фофана таким образом угрожал присяжным.
В 2012 году Юсуф Фофана разослал из тюремной камеры 15 видеороликов, размещенных на YouTube. В этих роликах, одетый в куфию, он кричал антисемитские призывы, цитировал Коран и присягал на верность Аль-Каиде.

### Вердикт присяжных и приговор
Вечером в пятницу, 10 июля 2009 г., был вынесен приговор. Мать Илана Халими и другие родственники отсутствовали в суде, так как уже начался Шаббат.
Из 27 человек, находившихся под следствием, трое были оправданы.
| Имя                     | Запрошено прокурором               | Приговор                           | Возможность УДО | Подача апелляции |
| ----------------------- | ---------------------------------- | ---------------------------------- | --------------- | ---------------- |
| Фофана, Яссуф           | Пожизненное заключение             | Пожизненное заключение             | через 22 года   | Нет              |
| Сумбу, Жан-Кристоф      | 20 лет                             | 18 лет                             |                 | Да               |
| Айт Абдель Малек, Самир | 20 лет                             | 15 лет                             |                 | Да               |
| Гаварен, Жан-Кристоф    | 15 лет                             | 15 лет                             |                 | Нет              |
| Мустафа, Набиль         | 13 лет                             | 13 лет                             |                 | Нет              |
| Биро Сент-Ив, Седрик    | 12 лет                             | 11 лет                             |                 | Да               |
| Полигон, Фабрис         | 12 лет                             | 11 лет                             |                 | Да               |
| Туре Каба, Яхья         | 12 лет                             | 11 лет                             |                 | Да               |
| Рибейро, Жером          | 12 лет                             | 10 лет                             |                 | Да               |
| Арбабзаде, Сарур        | 10–12 лет                          | 9 лет                              |                 | Да               |
| Гуре, Тиффен            | 10 лет                             | 9 лет                              |                 | Да               |
| Серрурье, Жиль          | 10 лет                             | 9 лет                              |                 | Да               |
| Мартен-Валле, Кристоф   | 8–10 лет                           | 10 лет                             |                 | Нет              |
| Луиз, Франко            | 8–10 лет                           | 5 лет                              |                 | Да               |
| Уссиво Н'Гази, Фрэнсис  | 6–8 лет                            | 7 лет                              |                 | Нет              |
| Уссиво Н'Гази, Гуири    | 5–7 лет                            | 6 лет                              |                 | Нет              |
| Пастиссон, Жереми       | 5–7 лет                            | 3 года                             |                 | Да               |
| Фонтейн, Сабрина        | 5 лет                              | 3 года                             |                 | Да               |
| Лорлич, Одри            | 3 года, а также 20 месяцев условно | 2 года, а также 16 месяцев условно |                 | Да               |

Ряд других обвиняемых, напрямую не причастных к этому преступлению или связанных с другой деятельностью банды, получили меньшие сроки. Трое были оправданы. Один из обвиняемых, для которого прокурор не запрашивал тюремного заключения, также получил условный срок.

### После суда
Сарур Арбабзаде, 17-летняя француженка иранского происхождения, сыгравшая роль наживки, чтобы заманить Илана Халими в ловушку, была приговорена к 9 годам лишения свободы. Отбывая наказание в женской тюрьме Версаля, там она соблазнила одного из охранников, а затем и директора тюрьмы Флорана Гонсалвеса, который после этого сам получил тюремный срок. За это она была приговорена к дополнительным четырем месяцам заключения.

## Повторный суд (2010 г.)
Приговоры, вынесенные после первого судебного разбирательства, часть общественности критиковала как слишком мягкие, в то время как другие, например, генеральный прокурор Филипп Бильжер, сочли приговоры «образцовыми». Министр юстиции Мишель Аллио-Мари потребовала обжалования 8 из 17 наиболее строгих приговоров.
Ришар Праскье, президент CRIF, главной еврейской организации Франции, заявил, что вскоре может быть принят закон, запрещающий закрытые судебные процессы по таким делам. «Возможно, через год будет новый суд, и, может быть, он будет публичным».
Родственник Халими сказал: «Честно говоря, для меня важно не раздавать более тяжелые сроки тюремного заключения. Важно открыть это для прессы и общественности и сделать это поучительным опытом».
О повторном судебном процессе было официально объявлено в понедельник, 10 июля 2009 г. Он начался 25 октября 2010 г. и закончился 17 декабря 2010 г., при этом все приговоры были оставлены в силе, а некоторые сроки увеличены.

## Общественный интерес и реакция
Преступление широко обсуждалось как во Франции, так и за ее пределами, вызвав бурную реакцию.

### Во Франции
Затем премьер-министр Франции Доминик де Вильпен заявил, что «одиозное преступление» было антисемитским и что антисемитизм во Франции неприемлем.
Шесть французских ассоциаций призвали к массовой демонстрации против расизма и антисемитизма в Париже в воскресенье, 26 февраля 2006г. Митинг в Париже привлёк от 33 000 (по оценке полиции) до 80 000–200 000 (по оценке организаторов) участников, тысячи человек вышли на улицы и в других городах Франции. Присутствовали такие общественные деятели, как Филипп Дуст-Блази, Франсуа Олланд, Лионель Жоспен и Николя Саркози. Также среди участников были Далиль Бубакер, глава парижской мечети и председатель Совета мусульман Франции, и кардинал Жан-Мари Люстиже. Правый политик Филипп де Вилье был освистан ультралевыми радикалами и вынужден уйти под охраной полиции.
Через 15 лет после похищения в Париже была организована акция памяти Илана Халими.

### За пределами Франции
9 мая 2006г. Хельсинкская комиссия Соединенных Штатов провела брифинг под названием «Инструменты борьбы с антисемитизмом: обучение полиции и просвещение по вопросам Холокоста» под председательством сопредседателя Комиссии Криса Смита (представитель республиканцев), который сказал: «Трагедия [Халими] с беспощадной ясностью показала, что на евреев по-прежнему нападают за то, что они евреи, и что наша работа по искоренению всех видов антисемитизма во всех его уродливых формах и проявлениях далека от завершения».

## Последствия

### Погребение
Первоначально Илан Халими был похоронен на кладбище Пантен недалеко от Парижа. На похороны собралось много евреев. Затем, по просьбе семьи, его останки были перезахоронены на кладбище Хар-ха-Менухот в Иерусалиме, Израиль, 9 февраля 2007 г., через год после его похорон во Франции.

### Память
В его честь был назван сад в Иерусалимском лесу. В мае 2011 года в его честь был переименован сад в 12-м округе Парижа, где Илан Халими играл в детстве. Дерево, посаженное в память об Илане Халими на кладбище Сент-Женевьев-де-Буа, было срублено неизвестными вандалами незадолго до годовщины его смерти в 2019 г.

### Наследие и выводы
Похищение заставило многих евреев выступить против антисемитизма и расизма, но также вызвало дискуссию о том, могут ли евреи в принципе чувствовать себя в безопасности во Франции. В результате выросла эмиграция в Израиль.
В 2017 году The Washington Post повторно рассмотрела убийство Илана Халими, назвав его похожим на убийство Сары Халими, поскольку французские власти также изначально отказались признать антисемитский характер убийства или расследовать его как этнически и идеологически мотивированный терроризм.

## В массовой культуре

### Книги
- Адриен Барро. Если это еврей: Размышления о смерти Илана Халими (2007);   ISBN 978-2-84186-364-8
- Рут Халими и Эмили Фреше.  24 дня: правда о смерти Илана Халими (2009); ISBN 978-2-02-091028-6
- Яэль Кёниг. Илан Халими, канарейка в шахте: Как это случилось? (2009); ISBN 978-2-916209-70-8
- Давид Масре. Варвары в городе. Размышления вокруг убийства Илана Халими (2009); ISBN 978-2-918011-05-7
- Тьерри Коэн. Пока ненависть не разлучила нас (2017); ISBN 978-5-699-92154-6

### Кино
- 24 дня, правда о деле Илана Халими (2014). Режиссёр: Александр Аркади. В роли Илана Халими — Сайрус Шахиди, роль его матери исполнила Забу Брайтман.[18]